# Lennart Rodhe

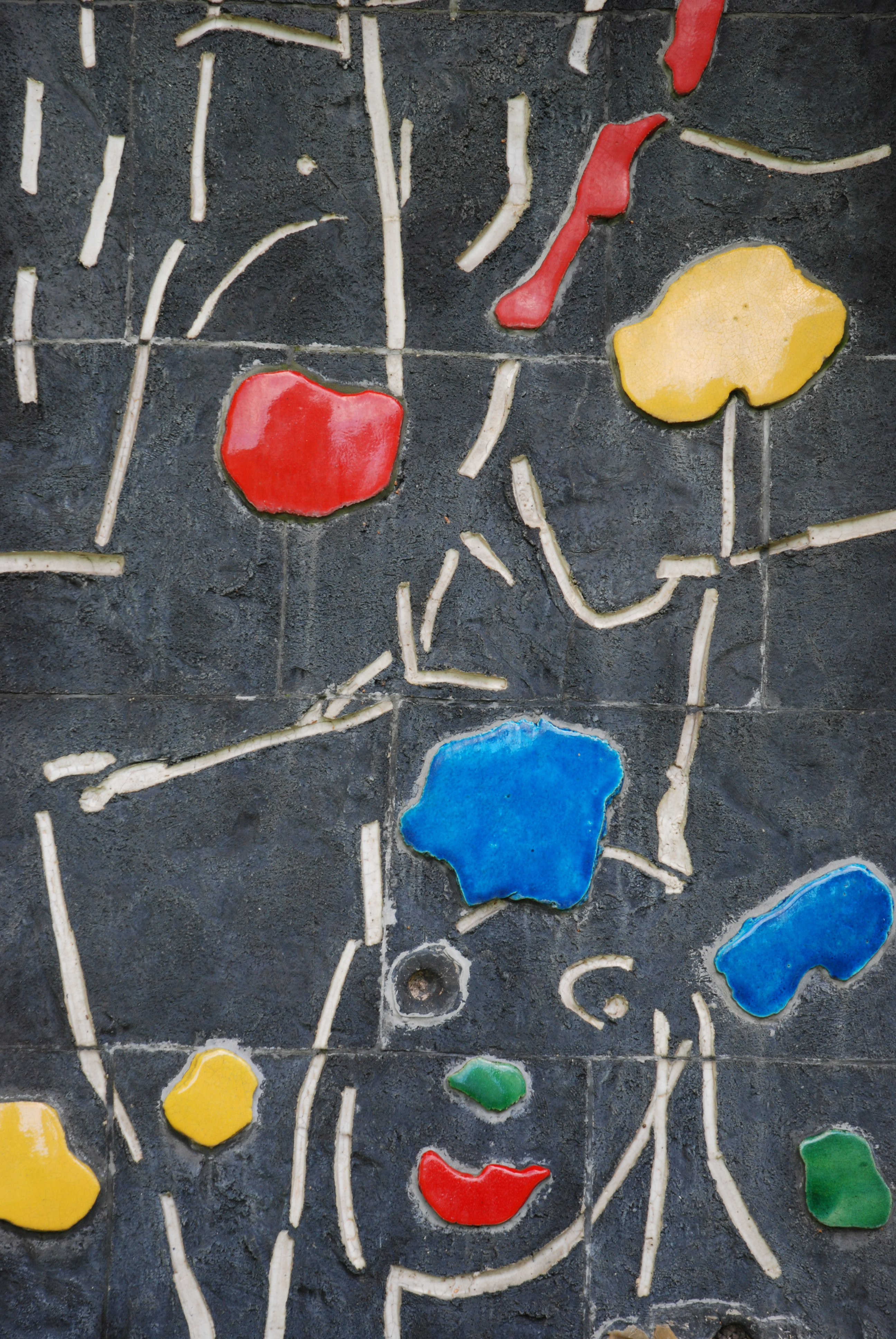
Detalj av Stadens ljus, Marabouparken.

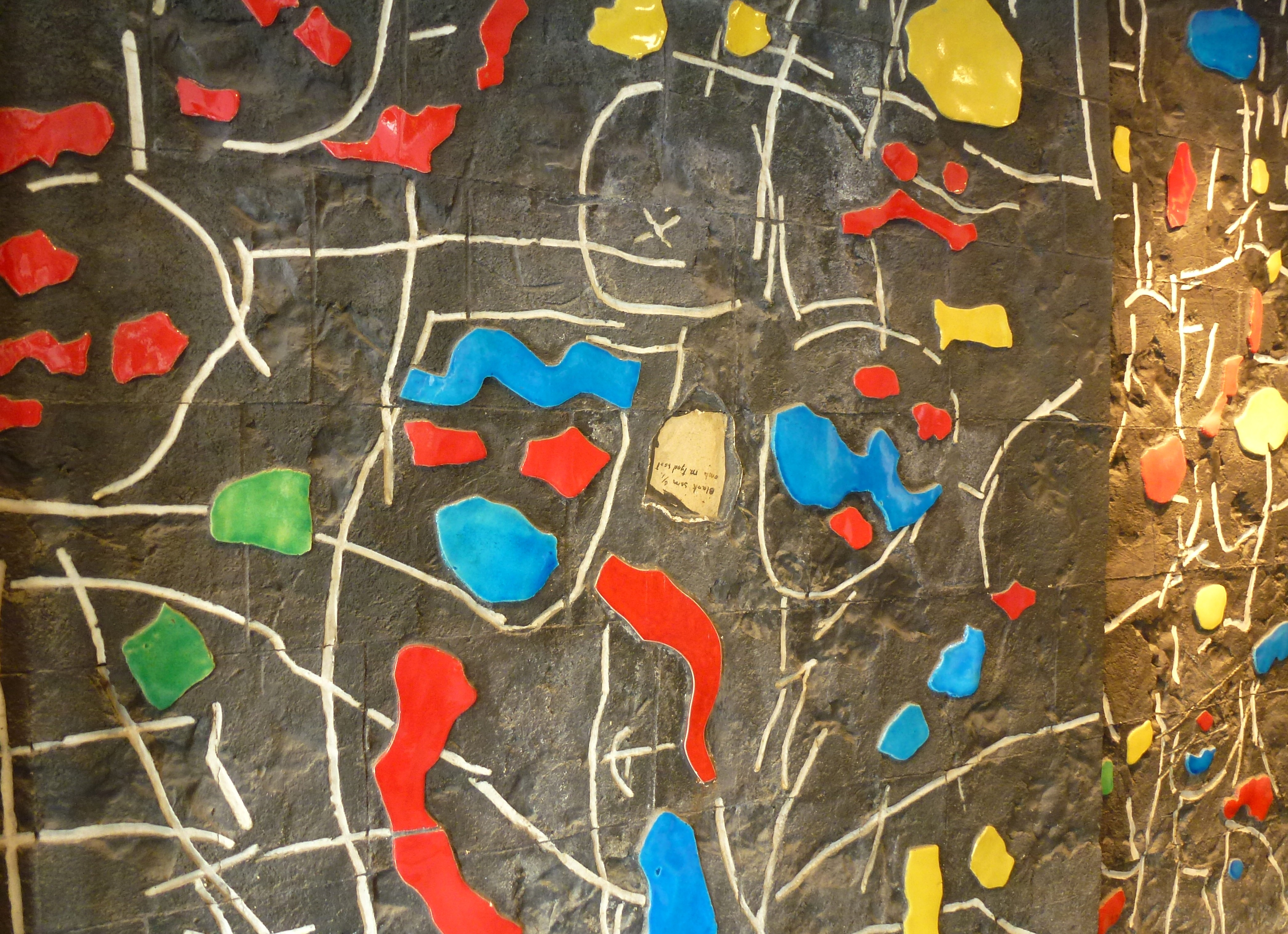
Detalj av Dag och natt, DN-skrapan.

Olof Lennart Rodhe, född 15 november 1916 i Stockholm, död 17 januari 2005 i Stockholm, var en svensk målare, tecknare och grafiker.

## Biografi
Lennart Rodhe var son till bergsingenjören och uppfinnaren Olof Rodhe och Willy Herdin. Han växte upp först i Stockholm och sedan i Rahlstedt, Hamburg, där fadern skulle leda tillverkning av en rökgasmätare baserat på eget patent. Han gick ut realgymnasium i Tyskland och arbetade på samma företag som fadern. Familjen återvände till Sverige 1934 en tid efter Adolf Hitlers maktövertagande.
Lennart Rodhe utbildade sig från 1934 vid Edward Berggrens elevateljé på Tekniska skolan i Stockholm, för Peter Rostrup-Boyesen i Köpenhamn och på Konsthögskolan i Stockholm 1938–1944 med Sven X:et Erixson som lärare. Han studerade också anatomi på Kunstakademiet i Köpenhamn.
Efter andra världskrigets slut öppnades möjligheterna att åter resa till utlandet för vidare utbildning. Lennart Rodhe for med hustrun poeten Eivor Burbeck till Paris hösten 1947 och vidare till Italien och senare tillbaka till Paris 1949. Där tog han intryck av konkretismen, bland annat av Ethienne Béothy, vilken i sin tur umgicks med konkreta konstnärer som Fernand Léger, Auguste Herbin och Victor Vasarely. Lennart Rodhe var vid denna tid i arbete med offentliga utsmyckningar i posthuset i Östersund och läroverket i Ängby i Stockholm. Han var professor vid Konsthögskolan i Stockholm 1958–1968.
Rodhe finns representerad vid bland annat Moderna museet, Göteborgs konstmuseum, Norrköpings konstmuseum, Nationalmuseum i Stockholm, Helsingborgs museum, Kalmar konstmuseum samt Örebro läns landsting.
Lennart Rodhe är begravd på Uppsala gamla kyrkogård.

## Utställningar
- 1943 - Sveriges Allmänna Konstförenings (SAK) höstsalong på Kungliga akademien för de fria konsterna.
- 1945 - Internationell ung konst, Uplands konstförening, på Östgöta nation.
- 1947 - Ung konst på Färg och Form

## Verk (urval)
- Spiraltrappan, 1946
- Sågverket, 1947
- Paket i långa banor, glaserat tegel, 1948-52, posthuset i Östersund
- Trappans tema, kaseintempera på duk, 1948-53, Ängby läroverk i Stockholm[17]
- Snurran, 1948
- Drakar, 1948
- Rotor, 1954
- Fruktträdgården, 1957, Svenska Handelsbankens huvudkontor i Stockholm
- Årstiderna, 1959
- Seston, emaljvägg, 1963, Limnologiska institutionen vid Uppsala universitet
- Harpolek, sandblästrad skiffervägg, 1963-64, Strålforsskolan i Eskilstuna
- Utflykt till Blå Jungfrun, stengodsvägg, 1966-67, Oskarshamns Sparbank
- Dag och natt, stengodsvägg, 1967, DN-skrapan
- Rosentjuven, väv i gobelängteknik med inslag av grovt ytfyllande inplockning, 1968, Svenskt Stål i Oxelösund
- Familjen, väv i ull och lin, 1966, försäkringsbolaget Ansvar
- Tecken i arkivet, vävnad, 1970, +Riksarkivet på Kungsholmen i Stockholm
- Det stora äventyret, tuskaftsväv med applikationer och järnsmide, 1972-73, Norrevångsskolan i Eslöv
- Guld och gröna skogar, vävnad, 1975-76, Sveriges riksbank i Stockholm
- Skogen, 1979
- Stadens ljus, emalj på konststen, Marabouparken i Sundbyberg